# Palaeorhiza parallela
Palaeorhiza parallela är en biart som först beskrevs av Cockerell 1905.  Palaeorhiza parallela ingår i släktet Palaeorhiza och familjen korttungebin. Inga underarter finns listade i Catalogue of Life.

## Bildgalleri

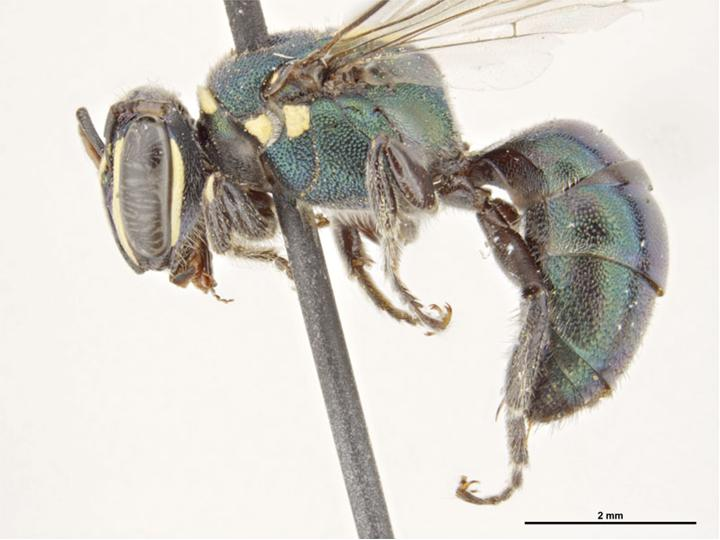
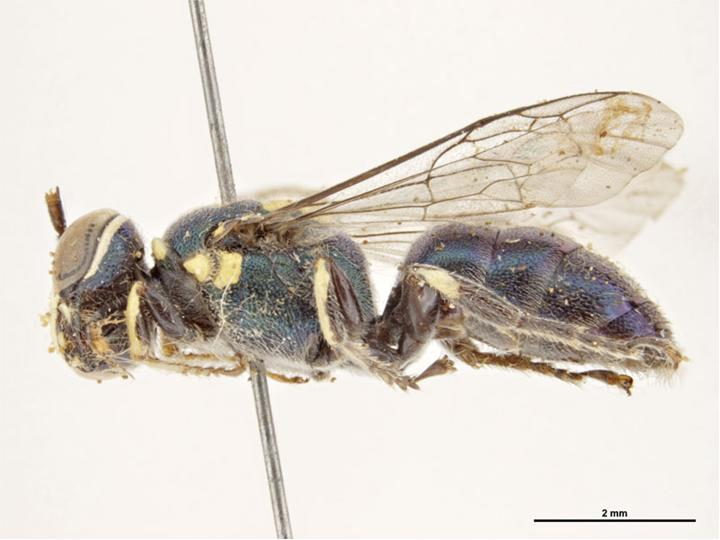